# Otter Creek
Otter Creek é uma vila localizada no estado americano da Flórida, no condado de Levy. Foi incorporada em 1969.

## Geografia
De acordo com o United States Census Bureau, a vila tem uma área de 3,75 km², onde 3,7 km² estão cobertos por terra e 0,05 km² por água.

### Localidades na vizinhança
O diagrama seguinte representa as localidades num raio de 32 km ao redor de Otter Creek.

## Demografia
Segundo o censo nacional de 2010, a sua população é de 134 habitantes e sua densidade populacional é de 36,2 hab/km². É a localidade menos populosa do condado de Levy. Possui 77 residências, que resulta em uma densidade de 20,8 residências/km².